# Erick (Oklahoma)
Erick es una ciudad ubicada en el condado de Beckham en el estado estadounidense de Oklahoma. En el año 2010 tenía una población de 	1052 habitantes y una densidad poblacional de 420,8 personas por km².

## Geografía
Erick se encuentra ubicada en las coordenadas 35°12′49″N 99°52′11″O / 35.21361, -99.86972 (35.213549, -99.869821).

## Demografía
Según la Oficina del Censo en 2000 los ingresos medios por hogar en la localidad eran de $21,346 y los ingresos medios por familia eran $28,977. Los hombres tenían unos ingresos medios de $23,482 frente a los $16,375 para las mujeres. La renta per cápita para la localidad era de $13,855. Alrededor del 25.7% de la población estaban por debajo del umbral de pobreza.